# Raffaele De Luca
Raffaele De Luca (San Benedetto Ullano, 24 marzo 1874 – Roma, 6 aprile 1949) è stato un partigiano italiano.

## Biografia
Di famiglia modestissima, riuscì a laurearsi in giurisprudenza all'Università di Napoli. Inizialmente anarchico, aderì poi al Partito socialista, per il quale fu amministratore comunale a Paola.
Massone, membro del Grande Oriente d'Italia, nel 1925 raggiunse il 30º grado del Rito scozzese antico ed accettato.
Durante il regime fascista, per sottrarsi alle persecuzioni, l'avvocato si trasferì a Roma. Nonostante fosse sotto costante controllo della polizia, fu tra gli organizzatori, nel 1941, del gruppo comunista "Scintilla" che, nel 1943, divenne Movimento Comunista d'Italia (MCd'I). A De Luca fu affidata la direzione di Bandiera Rossa, organo del movimento. Ben presto lo stesso movimento divenne perlopiù conosciuto col nome del giornale. Il MCd'I, dopo l'armistizio, fu un'attiva organizzazione della Resistenza romana.
La distribuzione di volantini antifascisti davanti ai cinematografi della Capitale, effettuata dai gruppi di Bandiera Rossa (che ebbero 186 caduti nella guerra di Liberazione), fu uno dei motivi che, il 4 gennaio 1944, portarono all'arresto dell'avvocato. Rinchiuso a Regina Coeli e processato per diffusione di stampa clandestina e organizzazione di bande armate, De Luca (che aveva orgogliosamente ammesso le proprie responsabilità), fu condannato a morte da un Tribunale militare di guerra tedesco. Non volle firmare la domanda di grazia, ma riuscì ad evitare la fucilazione, grazie all'aiuto degli antifascisti attivi nel carcere che, il giorno fissato, ne impedirono, con un espediente, il trasporto sul luogo dell'esecuzione.
Uscito dalla prigione il giorno della Liberazione di Roma, Raffaele De Luca fu attivo nel Movimento Comunista d'Italia sino al suo scioglimento, nel 1946. Voleva aderire al PCI, ma la sua domanda d'iscrizione fu respinta, ufficialmente perché non presentata secondo le regole statutarie.